# TY.O
TY.O è il terzo album studio del cantante R&B britannico Taio Cruz, pubblicato il 2 dicembre 2011 dalla Island Records. L'album è stato anticipato dal singolo Hangover, pubblicato il 4 ottobre 2011. Il secondo singolo, pubblicato il 1º gennaio 2012, è Troublemaker.

## Tracce
1. Hangover (featuring Flo Rida) - 4:03
2. Troublemaker - 3:40
3. There She Goes (featuring Pitbull) - 3:46
4. Shotcaller - 3:24
5. Make It Last Forever - 3:48
6. World in Our Hands - 3:20
7. Tattoo - 3:12
8. Play - 3:15
9. You're Beautiful - 3:19
10. Telling the World (TY.O version) - 4:08
11. Little Bad Girl (David Guetta featuring Taio Cruz e Ludacris) - 3:13

Digital Deluxe Edition
1. Second Chance (con Tinchy Stryder)
2. Crying Over You (featuring Nightcrawlers)
3. Celebrate (featuring David Guetta)
4. Just Want to Know
5. Excited
6. Replaceable

## Classifiche
| Classifica (2011) | Posizione raggiunta |
| ----------------- | ------------------- |
| Austria           | 36                  |
| Paesi Bassi       | 100                 |
| Germania          | 28                  |
| Svizzera          | 15                  |